# Limnichoderus ovatus
Limnichoderus ovatus är en skalbaggsart som först beskrevs av Leconte 1854.  Limnichoderus ovatus ingår i släktet Limnichoderus och familjen lerstrandbaggar. Inga underarter finns listade i Catalogue of Life.